# 징더전시
징더전시(중국어: 景德镇市, 병음: jǐngdézhèn shì)는 중화인민공화국 강서성 동북에 위치하는 지급시이다. 옛날부터 도자기 생산지로서 유명하여 국가역사문화명성으로 지정된 대외개방 도시이기도 하다.

## 지리
장시성 동북부에 위치하여 서북쪽은 안후이성 둥쯔 현(東至縣), 남쪽은 완녠 현(萬年縣), 서쪽은 포양 현(鄱陽縣), 동북쪽은 안후이성 치먼 현, 동쪽은 더싱 시, 우위안 현, 동남쪽은 이양 현과 접한다. 기후는 아열대성으로 비가 많이 내리지만 기온은 온화하다. 주위를 산들이 둘러싸고, 하천도 많다. 시 지역의 해발은 320m이다.

## 기후
| 징더전시의 기후                                               | 징더전시의 기후 | 징더전시의 기후 | 징더전시의 기후 | 징더전시의 기후 | 징더전시의 기후 | 징더전시의 기후 | 징더전시의 기후 | 징더전시의 기후 | 징더전시의 기후 | 징더전시의 기후 | 징더전시의 기후 | 징더전시의 기후 | 징더전시의 기후 |
| 월                                                            | 1월             | 2월             | 3월             | 4월             | 5월             | 6월             | 7월             | 8월             | 9월             | 10월            | 11월            | 12월            | 연간            |
| ------------------------------------------------------------- | --------------- | --------------- | --------------- | --------------- | --------------- | --------------- | --------------- | --------------- | --------------- | --------------- | --------------- | --------------- | --------------- |
| 역대 최고 기온 °C (°F)                                        | 26.7 (80.1)     | 28.8 (83.8)     | 33.5 (92.3)     | 35.0 (95.0)     | 36.0 (96.8)     | 37.9 (100.2)    | 40.4 (104.7)    | 41.8 (107.2)    | 39.7 (103.5)    | 38.2 (100.8)    | 31.6 (88.9)     | 26.3 (79.3)     | 41.8 (107.2)    |
| 일평균 최고 기온 °C (°F)                                      | 10.4 (50.7)     | 13.5 (56.3)     | 17.4 (63.3)     | 23.7 (74.7)     | 28.0 (82.4)     | 30.2 (86.4)     | 33.9 (93.0)     | 33.9 (93.0)     | 30.7 (87.3)     | 25.7 (78.3)     | 19.5 (67.1)     | 13.2 (55.8)     | 23.3 (74.0)     |
| 일일 평균 기온 °C (°F)                                        | 6.0 (42.8)      | 8.5 (47.3)      | 12.3 (54.1)     | 18.2 (64.8)     | 22.9 (73.2)     | 25.9 (78.6)     | 29.3 (84.7)     | 28.9 (84.0)     | 25.4 (77.7)     | 20.0 (68.0)     | 13.9 (57.0)     | 8.0 (46.4)      | 18.3 (64.9)     |
| 일평균 최저 기온 °C (°F)                                      | 3.0 (37.4)      | 5.1 (41.2)      | 8.7 (47.7)      | 14.1 (57.4)     | 18.9 (66.0)     | 22.6 (72.7)     | 25.6 (78.1)     | 25.2 (77.4)     | 21.6 (70.9)     | 16.0 (60.8)     | 10.0 (50.0)     | 4.5 (40.1)      | 14.6 (58.3)     |
| 역대 최저 기온 °C (°F)                                        | −10.9 (12.4)    | −9.2 (15.4)     | −4.5 (23.9)     | 0.2 (32.4)      | 6.2 (43.2)      | 13.8 (56.8)     | 18.4 (65.1)     | 16.8 (62.2)     | 8.9 (48.0)      | 0.0 (32.0)      | −7.2 (19.0)     | −9.6 (14.7)     | −10.9 (12.4)    |
| 평균 강수량 mm (인치)                                         | 95.7 (3.77)     | 116.6 (4.59)    | 194.3 (7.65)    | 229.2 (9.02)    | 243.2 (9.57)    | 353.4 (13.91)   | 241.2 (9.50)    | 160.0 (6.30)    | 59.3 (2.33)     | 56.0 (2.20)     | 78.9 (3.11)     | 58.7 (2.31)     | 1,886.5 (74.26) |
| 평균 강수일수 (≥ 0.1 mm)                                      | 13.4            | 13.4            | 17.0            | 15.9            | 15.2            | 16.7            | 12.1            | 10.9            | 7.2             | 6.9             | 9.5             | 9.6             | 147.8           |
| 평균 강설일수                                                 | 2.4             | 1.4             | 0.3             | 0               | 0               | 0               | 0               | 0               | 0               | 0               | 0.1             | 0.9             | 5.1             |
| 평균 상대 습도 (%)                                            | 77              | 76              | 77              | 76              | 76              | 80              | 75              | 75              | 73              | 71              | 75              | 74              | 75              |
| 평균 월간 일조시간                                            | 89.5            | 90.4            | 102.8           | 127.7           | 150.1           | 124.6           | 208.0           | 205.8           | 177.0           | 169.1           | 136.3           | 126.8           | 1,708.1         |
| 가능 일조율                                                   | 27              | 29              | 28              | 33              | 36              | 30              | 49              | 51              | 48              | 48              | 43              | 40              | 39              |
| 출처: 중국기상국 (평년값: 1991년~2020년, 극값: 1971년~2010년) |                 |                 |                 |                 |                 |                 |                 |                 |                 |                 |                 |                 |                 |

## 역사
원래는 춘추전국시대에 초나라의 땅이었던 곳이었다가, 진나라때 구강군 번현(番縣)과 예장군 파양현(鄱陽縣)으로 나눠졌다. 다시 동일한 행정구획으로 합쳐진 것은 남북조시기로, 동진(東晉)은 이곳에 진(鎭)을 설치하고 신평진(新平鎭)이라고 불렀다. 그 이후, 당나라는 624년 이곳에 신평현을 설치했으나, 716년 신창현(新昌縣)으로 바꾸었으나, 창강 (파강 지류)(昌江)의 남해안에 위치한다고 하여, 창남진(昌南鎭)으로 불리었다. 742년에는 신창현에서 다시금 부량현(浮梁縣)으로 개명되었다. 1004년에는 북송 진종(眞宗) 원효제(元孝帝)의 연호이던 경덕(景德)을 따라, 경덕진(景德鎭)으로 개명되어 부량현에 속했다. 1960년에 부량현에서 독립해 나와, 부량현을 포함한 징더전 시가 되었다.
문헌에 의하면, 한나라 때부터 이미 도자기 생산이 시작되어 있었다고 추측되며, 송대에는 청화 백자 매병 등, 원, 명, 청의 시대에는 이른바 청화라고 불리는우수한 품질의 자기를 생산해, 궁정에서도 이용되는 한편, 유럽, 이슬람권 등 해외 여러 나라에도 널리 수출되어 '차이나'의 어원이 되었다. 광둥성 포산, 후베이성 한커우, 허난성 주시안 진과 함께 중국 4 명진으로 이름났다. 문화대혁명 때는 ‘구문화’라고 매도되어 홍위병에 의한 피해를 입었다.

## 경제
도자기 이외에 차도 옛날부터 중요한 산품이었다. 또 최근에는 각종 공업도 발달하고 있다.

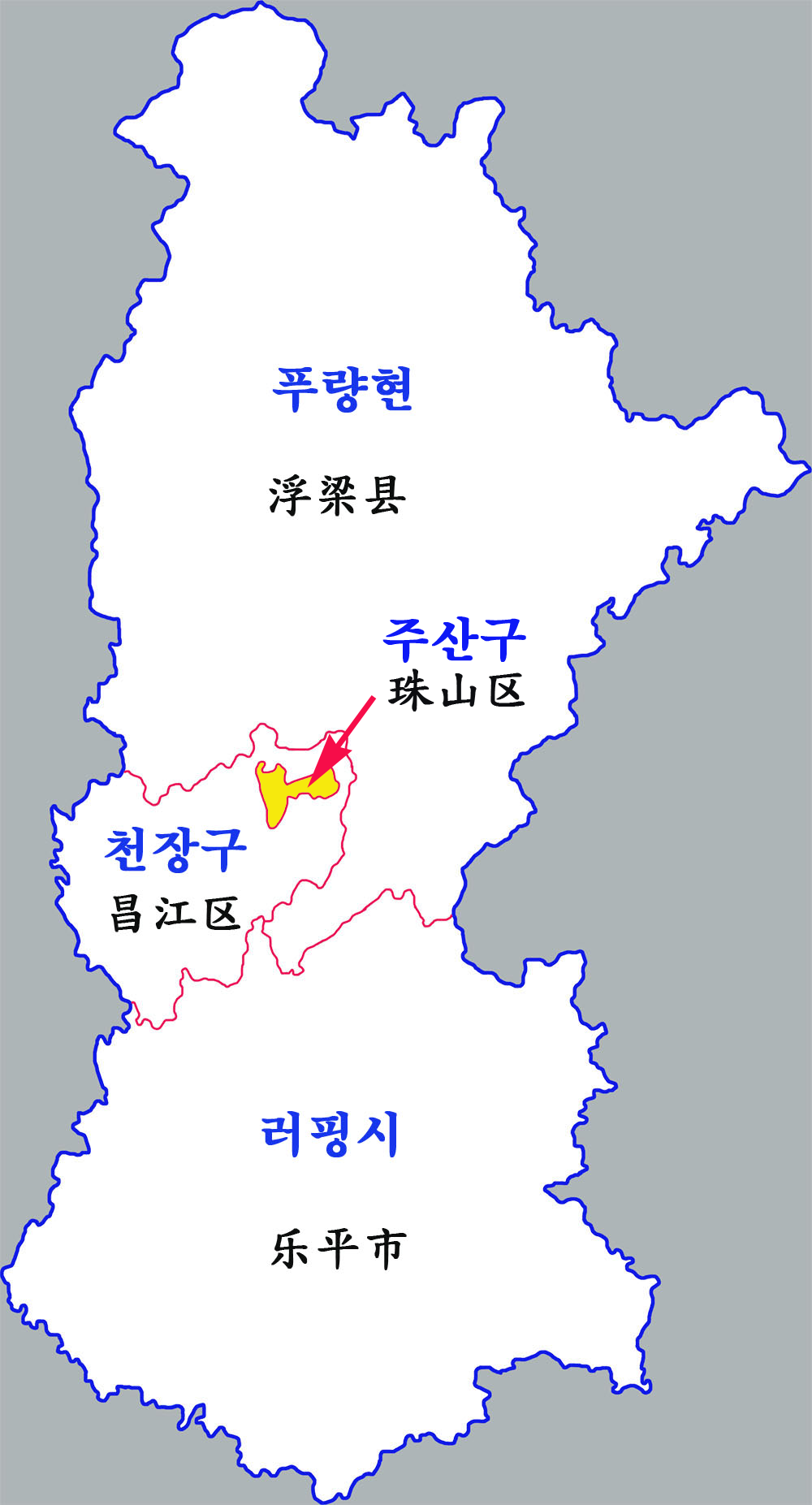
정도전시 행정구역

## 행정 구역
시할구
- 주산 구(珠山区)
- 창장 구(昌江区)

현급시
- 러핑 시(乐平市)

현
- 푸량 현(浮梁县)